# Mantsopa
Mantsopa (officieel Mantsopa Local Municipality) is een gemeente, sedert mei 2011 ingedeeld bij het Zuid-Afrikaanse district Thabo Mofutsanyane (vroeger bij Motheo).
Mantsopa ligt in de provincie Vrijstaat en telt 51.056 inwoners.

## Hoofdplaatsen
Het nationaal instituut voor de statistiek, Stats SA, deelt sinds de census 2011 deze gemeente in in 10 zogenaamde hoofdplaatsen (main place):
Borwa • Dipelaneng • Excelsior • Hobhouse • Ladybrand • Mahlatswetsa • Mantsopa NU • Manyatseng • Thaba Phatswa • Tweespruit.